# Concurso Internacional Johann Sebastian Bach

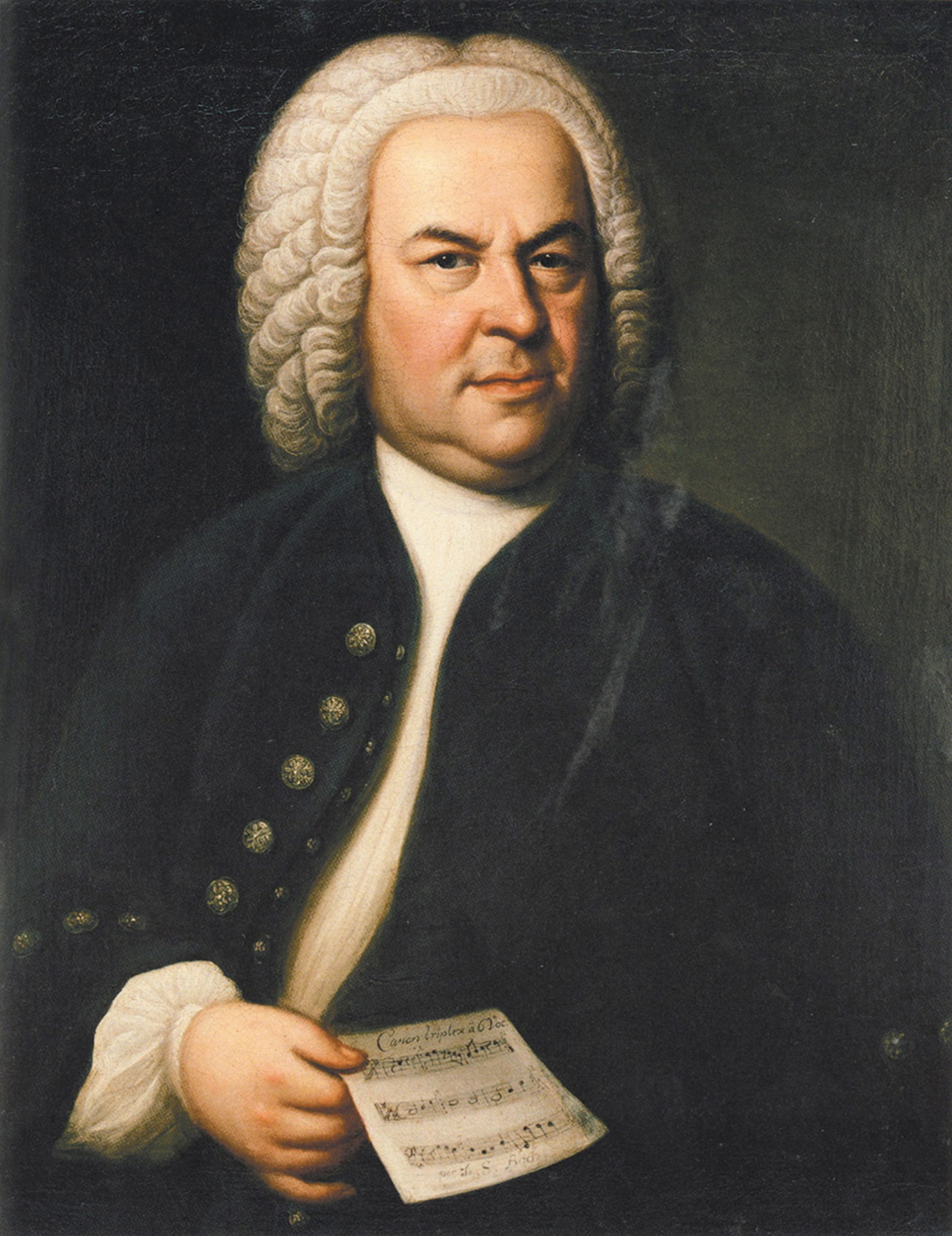
Retrato de Bach por Elias Gottlob Haussmann, en 1746.

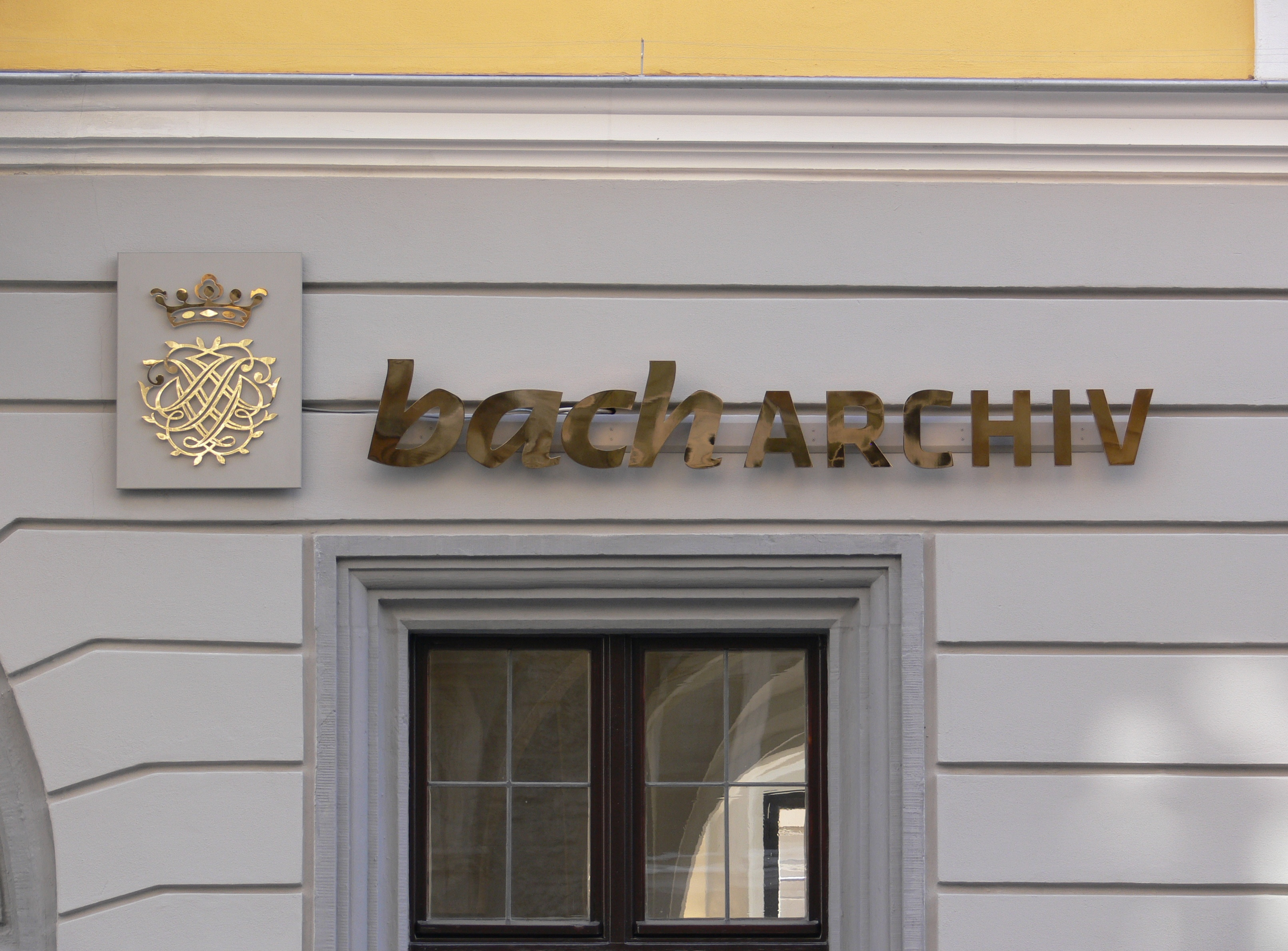
Bach-Archiv Leipzig.

El Concurso Internacional Johann Sebastian Bach (en alemán: Internationaler Bach Wettbewerb Leipzig) es una competición musical organizada por la institución Bach-Archiv en Leipzig, Alemania, en honor a Johann Sebastian Bach, compositor, organista, clavecinista, violinista, violista, maestro de capilla y cantor alemán del periodo barroco. . Fundado en 1950, desde 1964 a 1996 se celebró cada cuatro años; actualmente hay una edición cada dos años con tres categorías alternantes. Desde 1965, forma parte de la Federación Mundial de Concursos Internacionales de Música de Ginebra, Suiza.

## Ganadores
Concursantes ganadores del primer premio (excepto en los casos señalados) en cada categoría y año:

### Piano
- 1950: Tatjana Nikolajewa
- 1964: Ilse Graubin
- 1968: Valeri Afanasjew
- 1972: Winfried Apel
- 1976: Michail Woltschok
- 1980: Anaid Nersesjan
- 1984: Alexander Paley
- 1988: Gerald Fauth
- 1992: Primer premio desierto. Segundo premio: Ragna Schirmer
- 1996: Primer premio desierto. Segundo premio: Cornelia Hermann
- 1998: Primer premio desierto. Segundo premio: Ragna Schirmer
- 2002: Martin Stadtfeld
- 2006: Irina Zahharenkova
- 2010: Ilya Poletaev
- 2014: Hilda Huang
- 2018: Rachel Naomi Kudo

### Órgano
- 1950: Amadeus Webersinke
- 1964: Petr Sovadina
- 1968: Henning Wagner
- 1972: Heribert Metzger
- 1976: Elisabeth Ullmann
- 1980: Zsuzsana Elekes
- 1984: John Gavin Scott
- 1988: Martin Sander
- 1992: Primer premio desierto. Segundo premio: Luca Antoniotti  y Michael Bloss  (ex-a.)
- 1996: No se concedieron premios.
- 2000: Johannes Unger
- 2004: Jörg Halubek
- 2008: Bálint Karosi
- 2012: Johannes Lang
- 2016: Kazuki Tomita

### Clavecín
- 1950: Primer premio desierto. Segundo premio: Ingrid Heiler
- 1972: Lionel Party
- 1992: Primer premio desierto. Segundo premio: Daniela Numico
- 1996: Primer y segundo premios desiertos. Tercer premio: Giampietro Rosato
- 2000: Primer premio desierto. Segundo premio: Wiebke Weidanz
- 2006: Francesco Corti
- 2010: Maria Uspenskaya
- 2014: Jean-Christophe Dijoux
- 2018: Avinoam Shalev

### Canto
- 1950: Primer premio desierto. Segundo premio: Eva Fleischer
- 1964: Bruce Abel
- 1968: Heidi Berthold-Riess
- 2004: Julius Pfeifer
- 2008: Marie Friederike Schöder, soprano
- 2012: Dávid Szigetvári, tenor
- 2016: Patrick Grahl, tenor

#### Voz femenina
- 1972: Rosemarie Lang
- 1976: Carola Nossek
- 1980: Jadwiga Rappé
- 1984: Angela Liebold
- 1988: Primer premio desierto. Segundo premio: Kerstin Klesse
- 1992: Bogna Bastosz
- 1996: Primer premio desierto. Segundo premio: Klaudia Zeiner
- 1998: Asako Motojima
- 2002: Franziska Gottwald

#### Voz masculina
- 1972: Dieter Weimann
- 1976: Waldemar Wild
- 1980: Yukio Imanaka
- 1984: Egbert Junghanns
- 1988: Primer premio desierto. Segundo premio: Matthias Bleidorn
- 1992: Primer premio desierto. Jochen Kupfer
- 1996: Christoph Genz
- 1998: Jan Kobow
- 2002: Dominik Wörner

### Violín
Desde la edición de 2002, se especifica si se emplea un violín barroco, aunque la categoría es la misma (se presupone violín, excepto cuando se indica [A fecha de marzo de 2020, ningún ganador del primer premio ha empleado un violín barroco])
- 1950: Igor Besrodny
- 1968: Oleg Kagan
- 1972: Wladimir Iwanow
- 1976: Nilla Pierrou
- 1980: Michael Erxleben
- 1984: Aleksei Koschwanetz
- 1988: Antje Weithaas
- 1992: Rachel Barton
- 1996: Primer premio desierto. Segundo premio: Natsumi Tamai
- 2002: Primer premio desierto. Segundo premio: Laura Vikman
- 2006: Elfa Rún Kristinsdóttir
- 2010: Evgeny Sviridov
- 2014: Seiji Okamoto
- 2018: Maria Włoszczowska

### Violonchelo
Desde la edición de 2004, se especifica si se emplea un violonchelo barroco, aunque la categoría es la misma (se presupone violonchelo, excepto cuando se indica)
- 1976: Alexander Rudin
- 1980: Kerstin Feltz
- 1988: Marc Coppey
- 1998: Emil Rovner
- 2004: Olivier Marron
- 2008: Philip Higham
- 2012: Beiliang Zhu, violonchelo barroco
- 2016: Paolo Bonomini

### Flauta
- 1984: Wolfgang Ritter